# Labashi-Marduk
Labashi-Marduk was koning van Babylon in 556 voor Christus. Hij was de zoon van Neriglissar en was nog zeer jeugdig toen hij de troon besteeg. In juni 556, na amper twee maanden regeren, werd hij bij een samenzwering vermoord. Nabonidus volgde hem op.

## Referentie
- Michael Roaf, Cultural atlas of Mesopotamia and the Ancient Near East, London, 1996. ISBN 0816022186